# Pieter De Bruyne
Pieter De Bruyne (Aalst, 1931 – aldaar, 1987) was een Vlaams kunstenaar, designer en interieurarchitect.

## Levensloop
In 1953 werd De Bruyne gediplomeerd binnenhuisarchitect aan de Sint-Lucasschool in Brussel. Hij nam in 1955-56 en 1957 deel aan de salons van het moderne sociale meubel te Gent en bekwam in 1958 het "Gouden Kenteken". In die periode liep De Bruyne tevens stage in studio Giò Ponti, Milaan. In 1959  bekwam hij een vermelding op de internationale meubelwedstrijd van Cantù. In 1960 werd De Bruyne laureaat in de Europese wedstrijd Arflex - Domus te Milaan met zetelontwerpen en werd in 1961 bekroond, eveneens te Cantù met een eetkamerontwerp. Hij hield tentoonstellingen in binnen- en buitenland, en voerde de meest diverse opdrachten uit.
De Bruyne was leraar aan het St.-Lukasinstituut te Schaarbeek, hij ontving in 1984 een Staatsprijs ter waardering van een kunstenaarsloopbaan. Het volledige archief van zijn werk is in het bezit van het Design Museum Gent.

## Bespreking van zijn werk
Naar aanleiding van een tentoonstelling in de Sint-Pietersabdij te Gent in 1976 schreef Jan Pieter Ballegeer:
"Maar welke is nu de boodschap van deze meubelen van Pieter De Bruyne? Er is in de eerste plaats een wijze van aanval op de vertrouwde dingen zelf, een soort vernietiging van het veel voorkomende. Er is een vertekening van de voorwerpen zoals men dat ziet in het dadaïsme, het surrealisme, de pop-art. De deformatie is bij De Bruyne echter niet karikaturaal expressionistisch, niet in de eerste plaats bedoeld om direct begrepen te worden, maar eerder verfijnd geheimzinnig, veeleer ingewikkeld esthetisch, vernuftig maniëristisch. Aan de artistieke zelfbewustheid van de ontwerper ontlenen zijn meubels wel hun opmerkelijke monumentaliteit. Hun aard eist bijna dat zij niet opgesteld worden tegen wanden of in hoeken, maar dat zij vrij staan in de ruimte gelijk beeldhouwwerken".

### Pionier van het postmoderne
De Bruynes projecten uit de periode 1970 tot 1987 worden ook in verband gebracht met postmodernisme op het vlak van architectuur en design. De bekendste ontwerpers die met deze term in verband worden gebracht zijn Studio Alchimia en Memphisgroep (Alessandro Mendini, A. Branzi, Ettore Sottsass).
De vele gemeenschappelijke kenmerken met de ontwerpen van deze postmoderne Italianen kunnen niet doen vergeten dat De Bruyne reeds in 1970 een aanzet gaf tot dit soort werk, terwijl Studio Alchimia en Memphisgroep pas een decennium later hun activiteiten ontwikkelden. Door sommigen wordt De Bruyne juist daarom een voorloper van het postmoderne meubel genoemd.

### Chantilly-Kast
De "Chantilly"-kast (1975) van De Bruyne kreeg een prominente plaats op de tentoonstelling Postmodernism, style and subversion 1970-1990 in het Londense Victoria and Albert Museum (2011-2012).

### Egypte
In 1974 ontstaat bij De Bruyne een bijzondere belangstelling voor Egypte. Hij gaat op zoek naar de betekenis van de Egyptische bijdragen aan de meubelgeschiedenis. Als een wetenschapper verzamelt hij gegevens over het Egyptische meubel, analyseert en vergelijkt ze. Talloze opmetingen, een decennium lang, resulteren in honderden tekeningen over de opbouw van het Egyptisch meubel. Op basis van deze tekeningen maakt hij mathematische en structurele analyses.
In 1985 komt De Bruyne met een spectaculaire mededeling: hij zou de sleutel tot de geheime canon hebben gevonden en de onderliggende wetmatigheid in de Egyptische meubel-, schilder-en beeldhouwkunst hebben ontrafeld. Bovendien zouden zijn onderzoeksresultaten de basis bieden om de Egyptische piramiden te begrijpen vanuit een rationeel en mathematisch perspectief. De Bruyne plant een boek over zijn bevindingen voor publicatie tegen het einde van 1985, maar stuit op obstakels die het beëindigen van het werk bemoeilijken. En in februari 1987 overlijdt hij.

### Meubels en objecten
Pieter De Bruyne ontwierp een ongezien aantal meubels en objecten waarvan er meer dan tweehonderd werden gerealiseerd. Tevens ontwierp De Bruyne meer dan 175 interieurs en architectuurprojecten. Voor Arteluce (Gino Sarfatti) en Stilnovo ontwierp hij een vijftal verlichtingstoestellen.
De meubels van de Bruyne werden zowel in binnen- als buitenland tentoongesteld, waaronder Los Angeles, London, Mainz, Zürich, Bari en Amsterdam.
In 2022 maakte De Bruyne zijn debuut op de kunst-en designbeurs PAD Paris.

## Woning Pieter De Bruyne

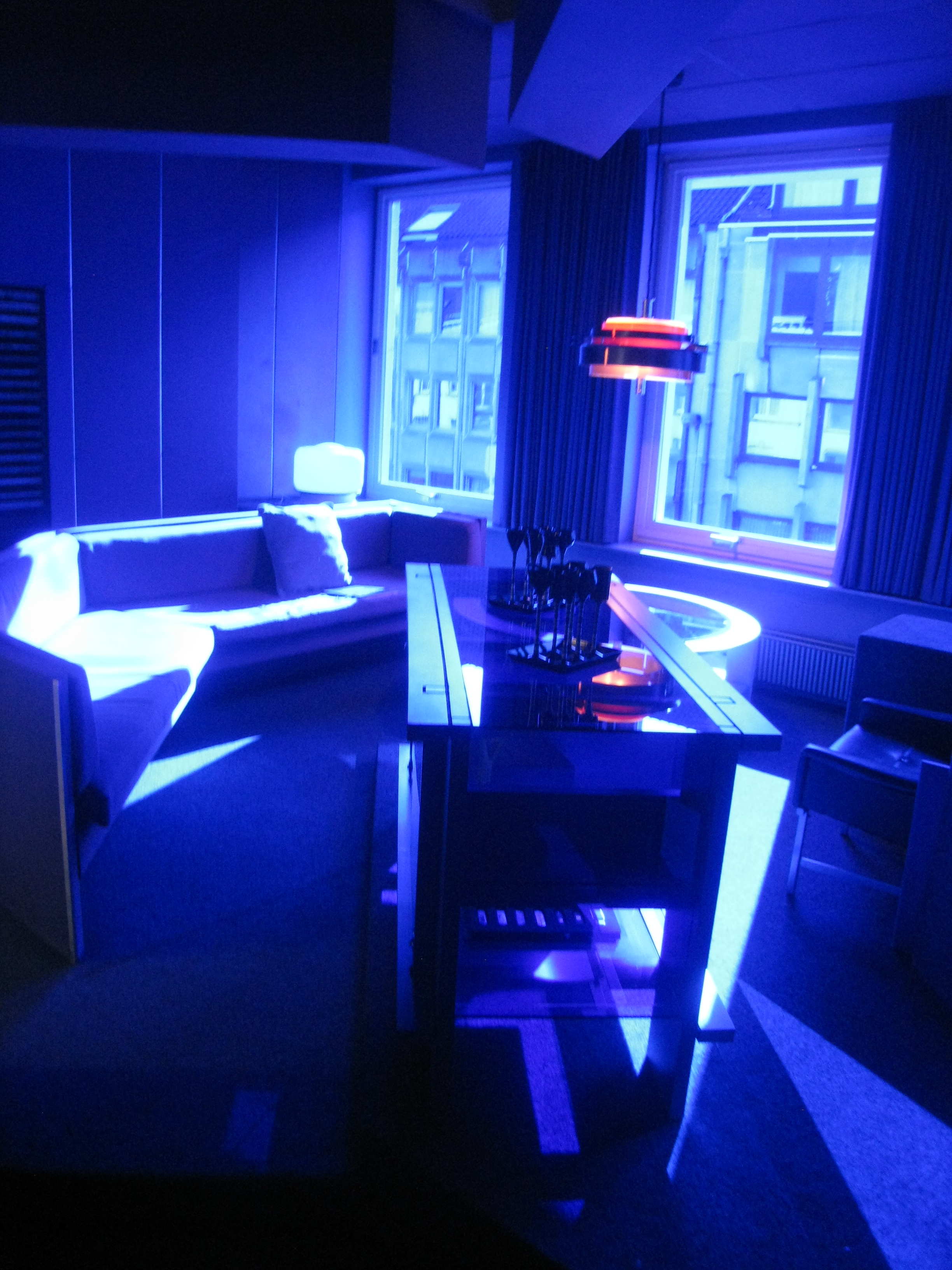
Blauwe kamer in de atelierwoning De Bruyne

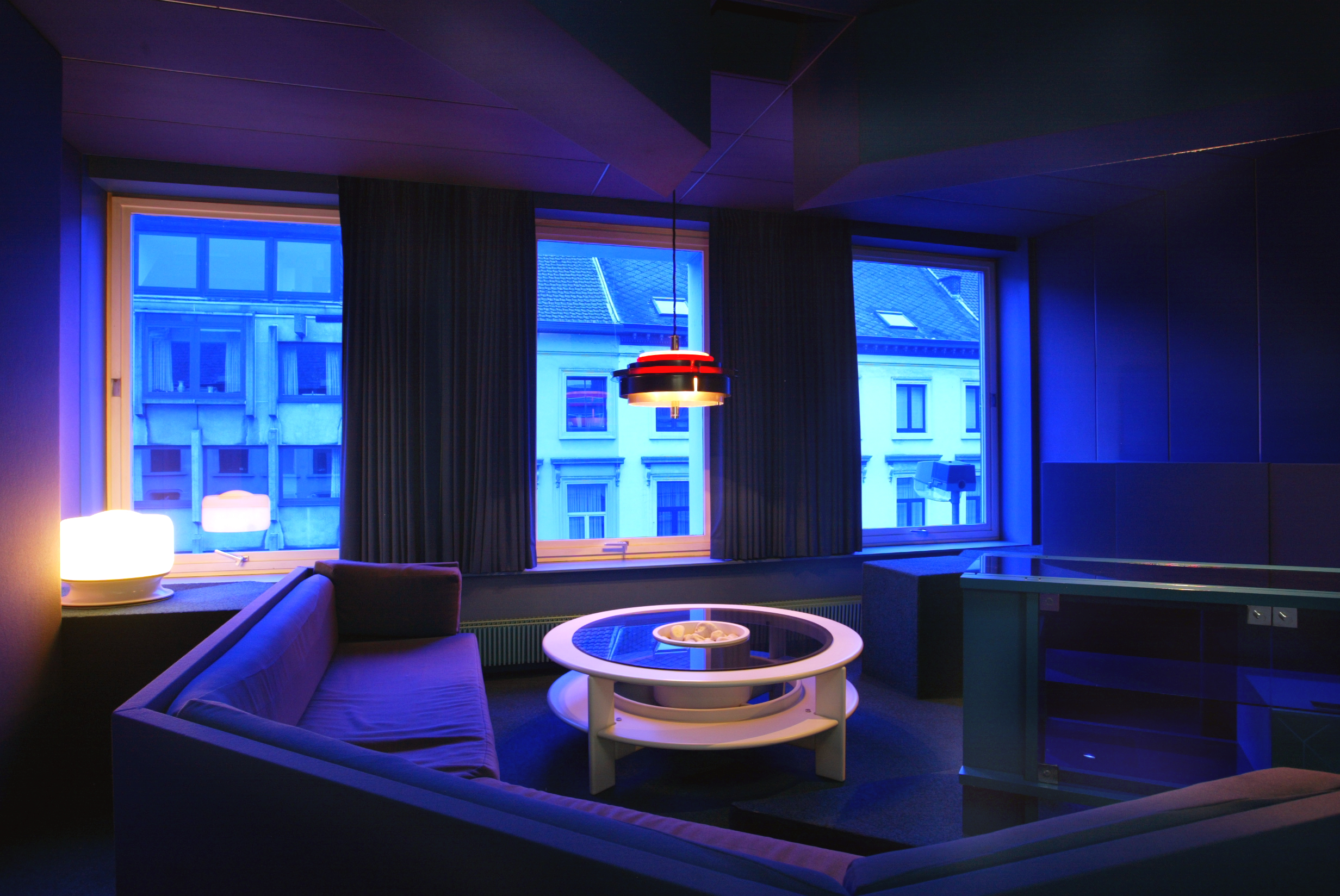
De blauwe kamer

In 1972 verbouwde hij een neoclassicistisch burgerhuis te Aalst tot zijn eigen atelierwoning. Daarbij benoemde de ontwerper de verschillende kamers met een bijzondere kleur die maatgevend werd voor de inrichting zoals de blauwe kamer. De woning werd in 2008 aangeduid als beschermd monument.

## Woning Van Schuylenbergh
De woning Van Schuylenbergh (1979-1986) kan beschouwd worden als een laat meesterwerk in het oeuvre van Pieter De Bruyne. De Bruyne kreeg hier de mogelijkheid om zijn visie op meubilair en architectuur samen te brengen in een nieuwbouwwoning. De woning, alsook het volledige interieur met de meubels uit de non-conformistische periode, werden in 2021 definitief beschermd als monument. Typerend voor De Bruynes interieurs is de uitgekiende lichtinval die hij in deze woning bereikte door middel van goed geplaatste en soms blauw gekleurde glaspartijen vooraan, achteraan en bovenaan, witgeschilderde bakstenen wanden en spiegels. Die spiegels dragen ook bij tot de opvallende ruimtelijkheid, net zoals het concept van ‘het huis in het huis’: een glazen piramide op de eerste verdieping garandeert visuele openheid en lichtinval in het hart van de woning, maar zorgt tegelijkertijd voor privacy en isolatie. 
In 2022 kreeg de woning nationale en internationale aandacht door de publicatie van een uitgebreide reportage in de gespecialiseerde magazines Interior Design (US) en het Duitse Häuser. Eerder verscheen ook al een artikel in het erfgoedmagazine Monumentaal(NL). 

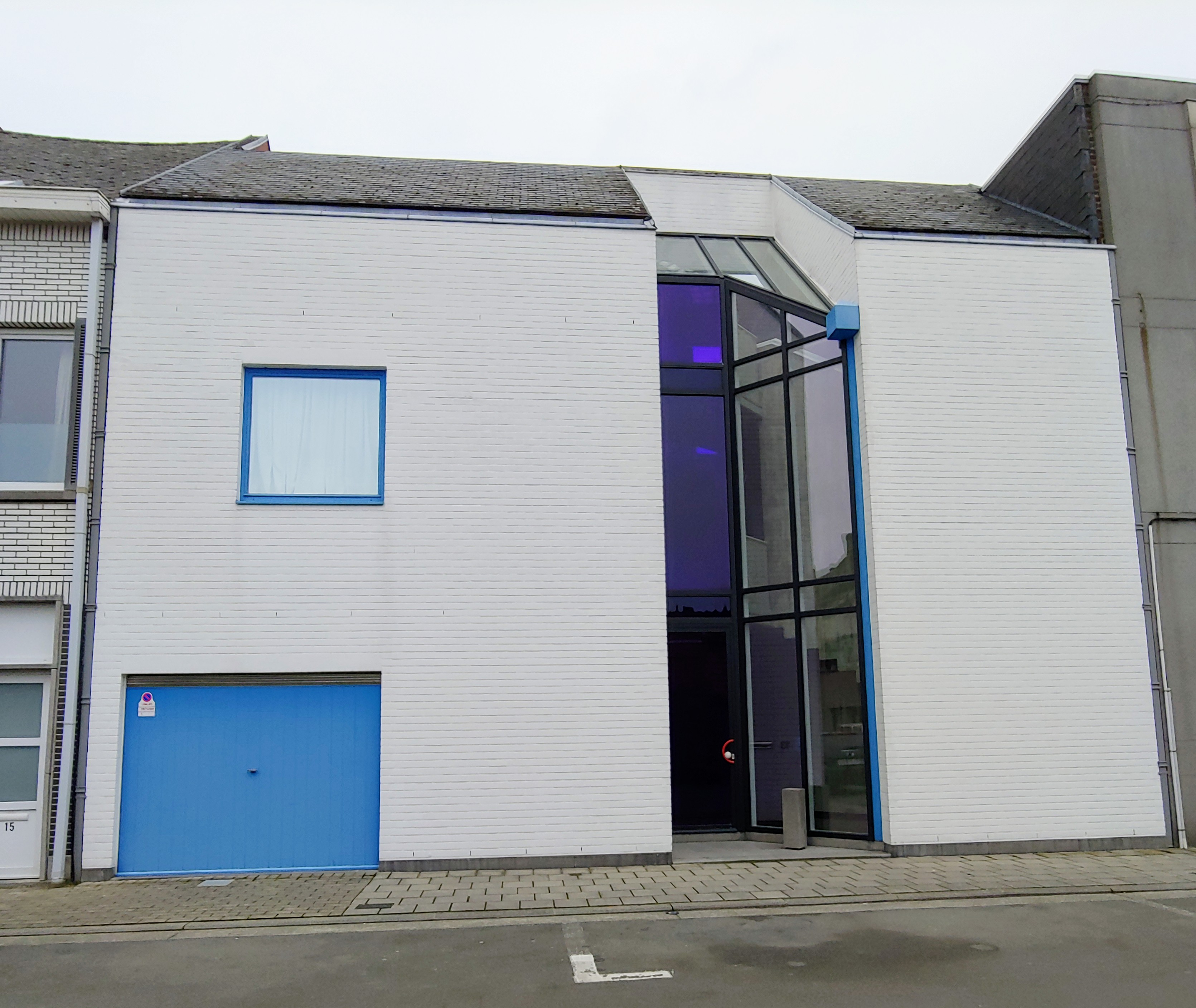
Woning Van Schuylenbergh.

### Afbeeldingen

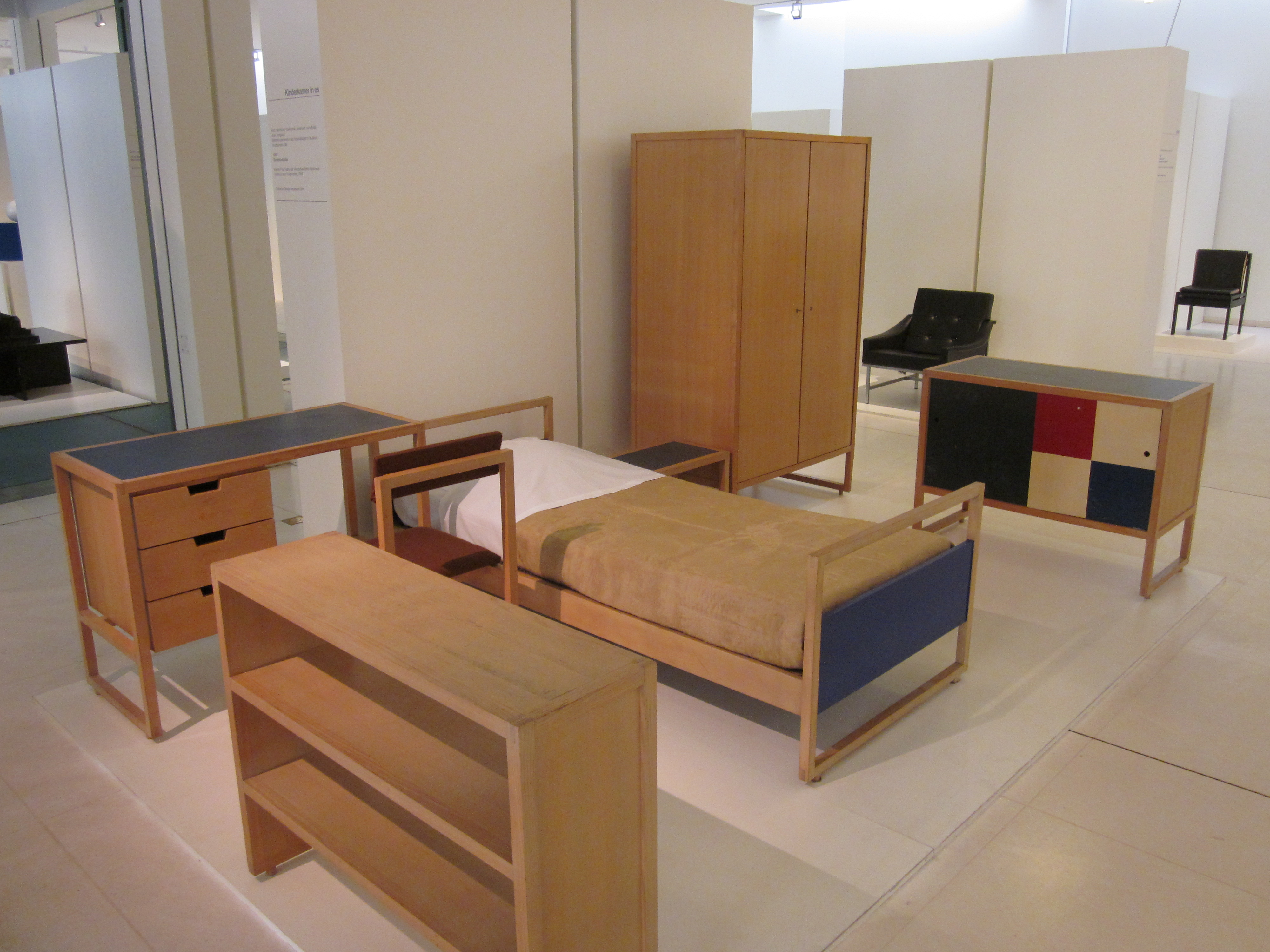
Kinderkamer 1958
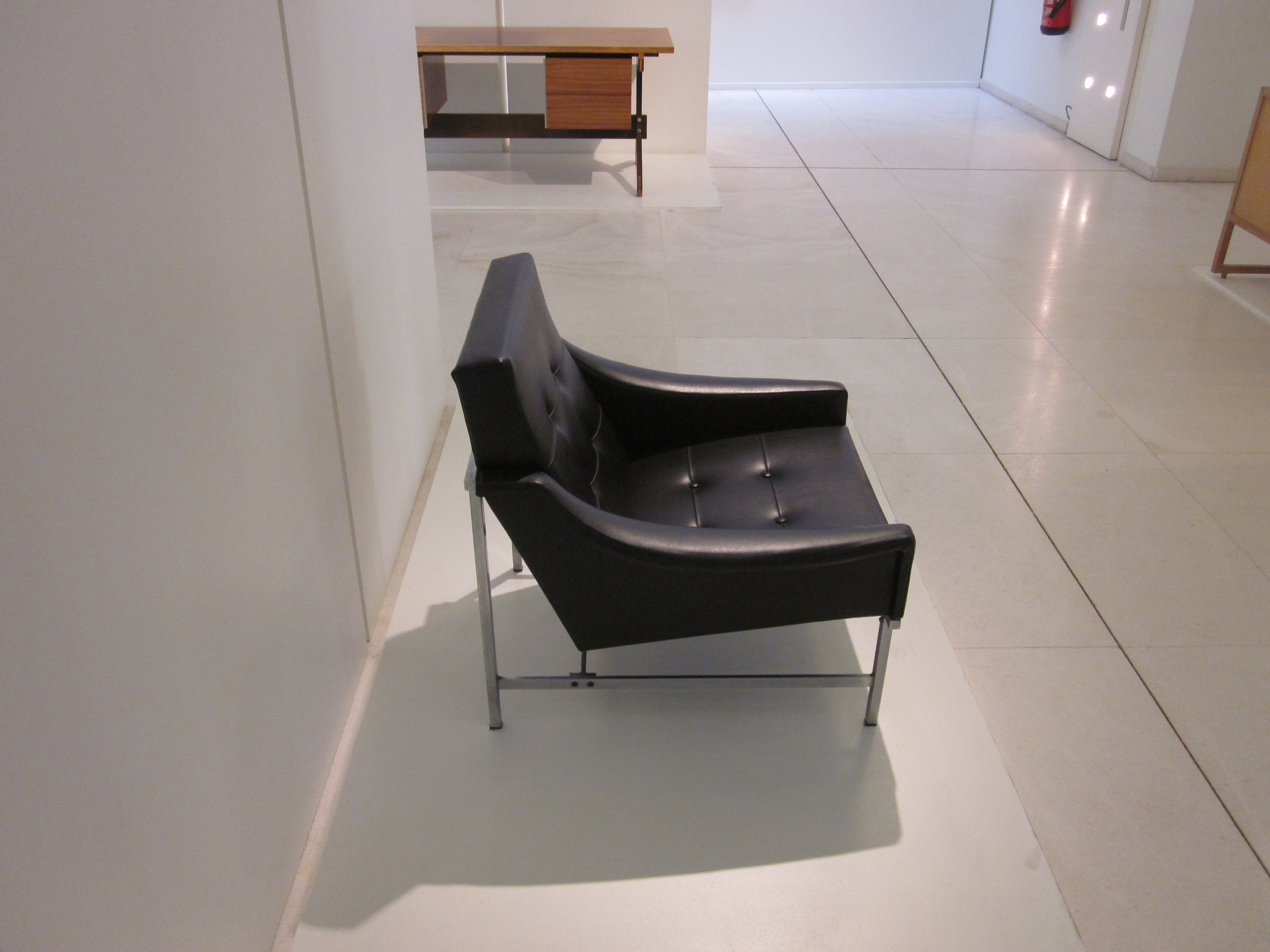
Zetel voor Arflex 1960
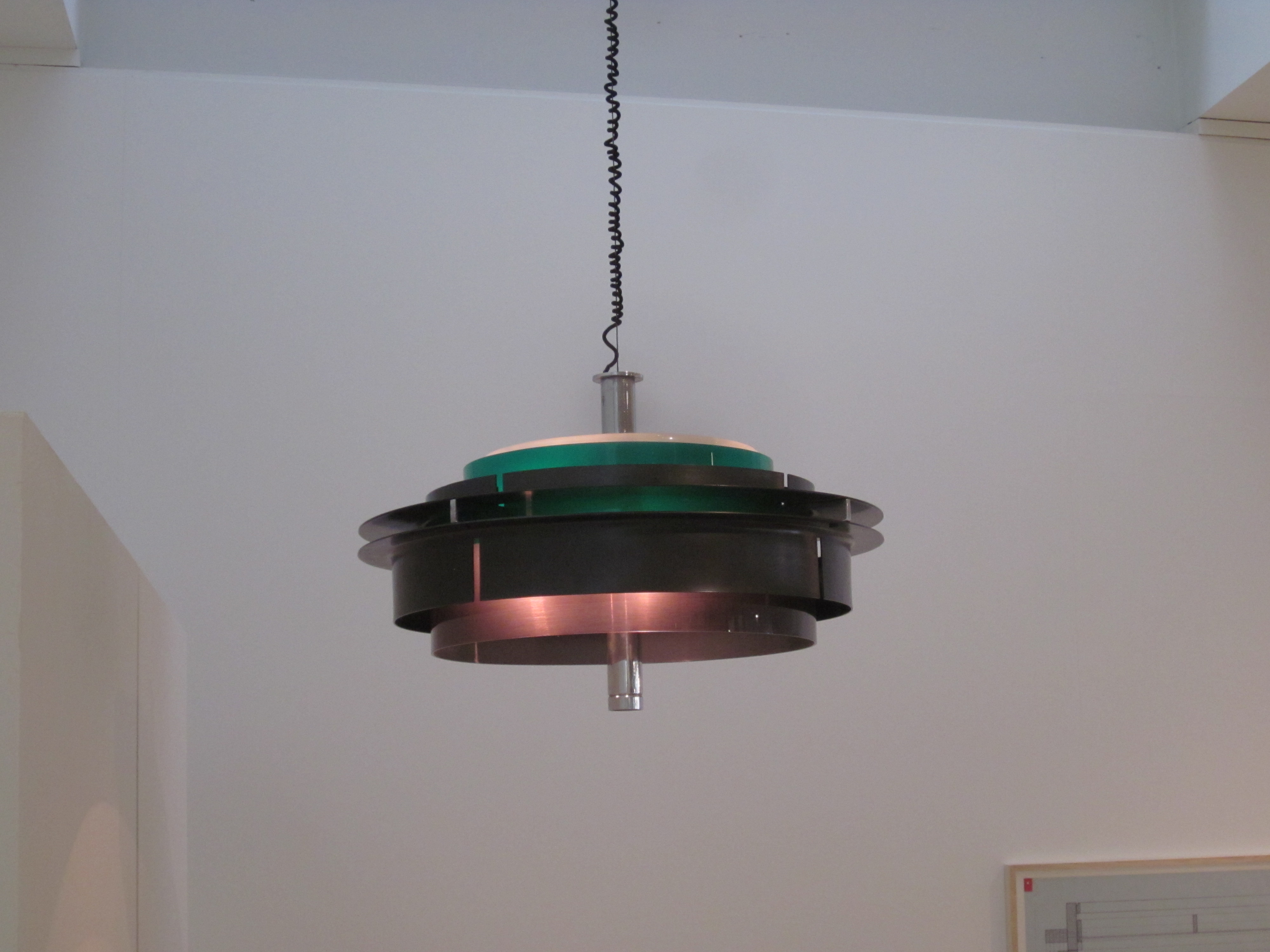
Lamp voor Arteluce 1965
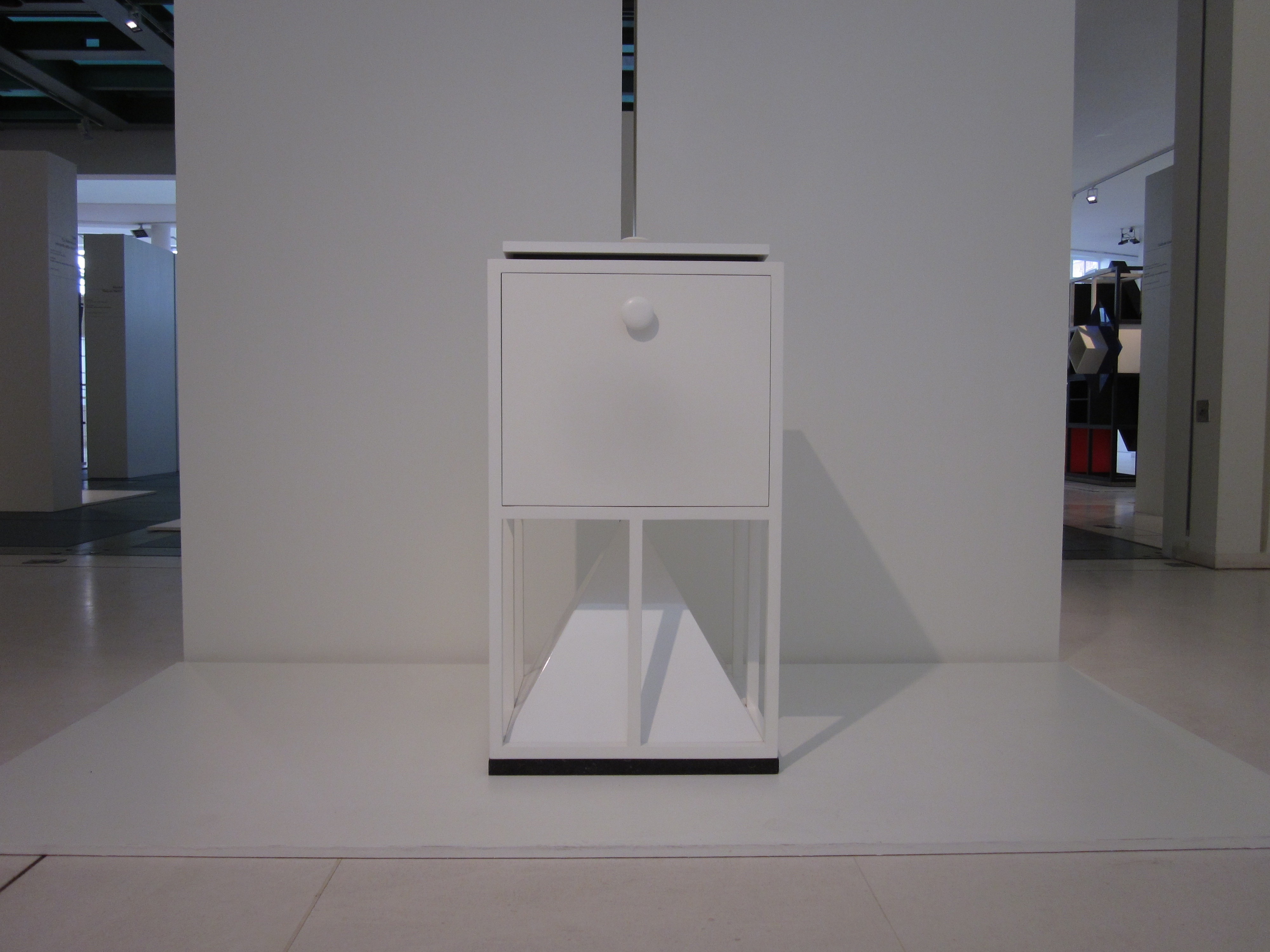
Hulde aan Toetanchamon 1974
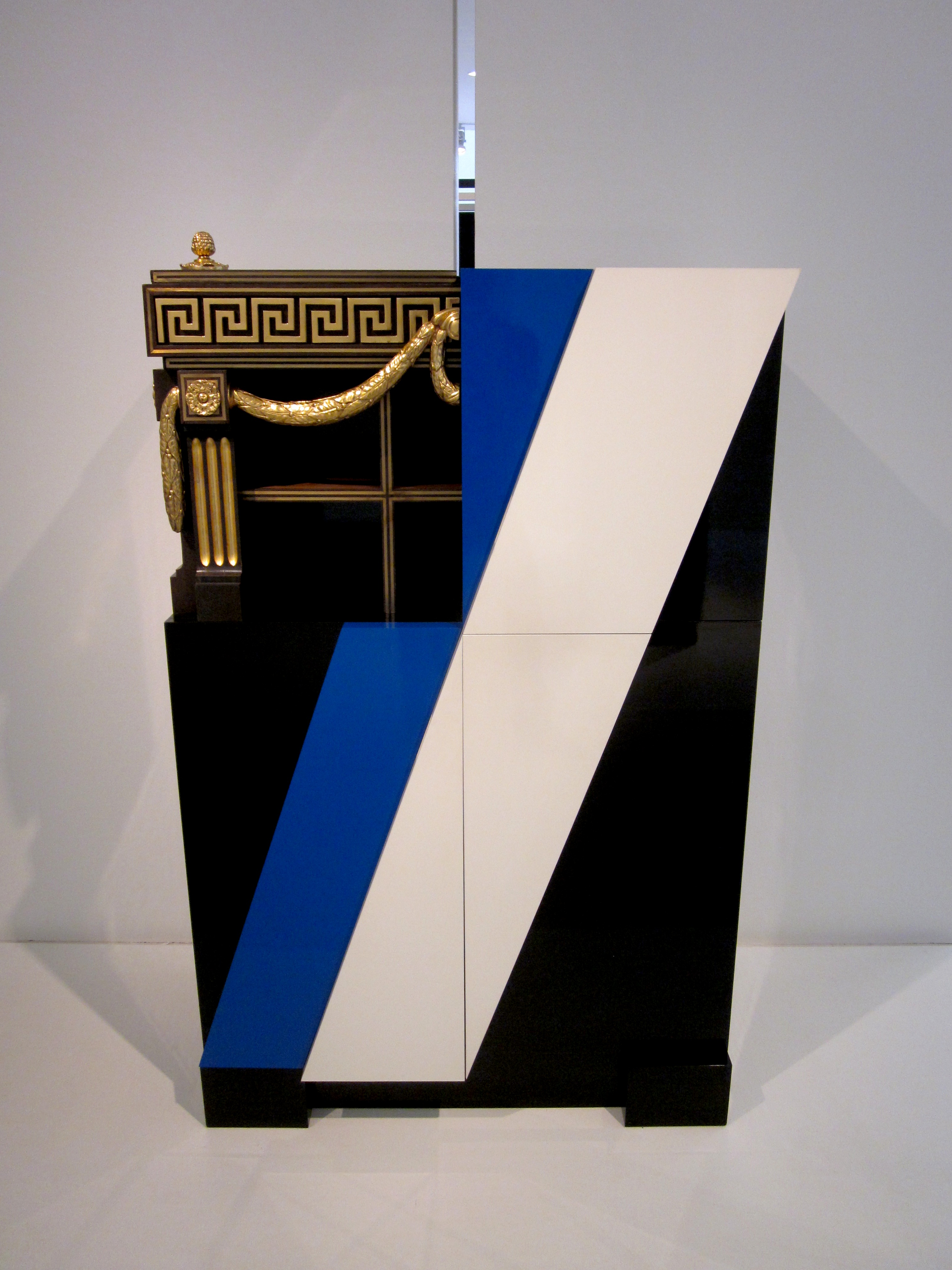
Kast Chantilly 1975
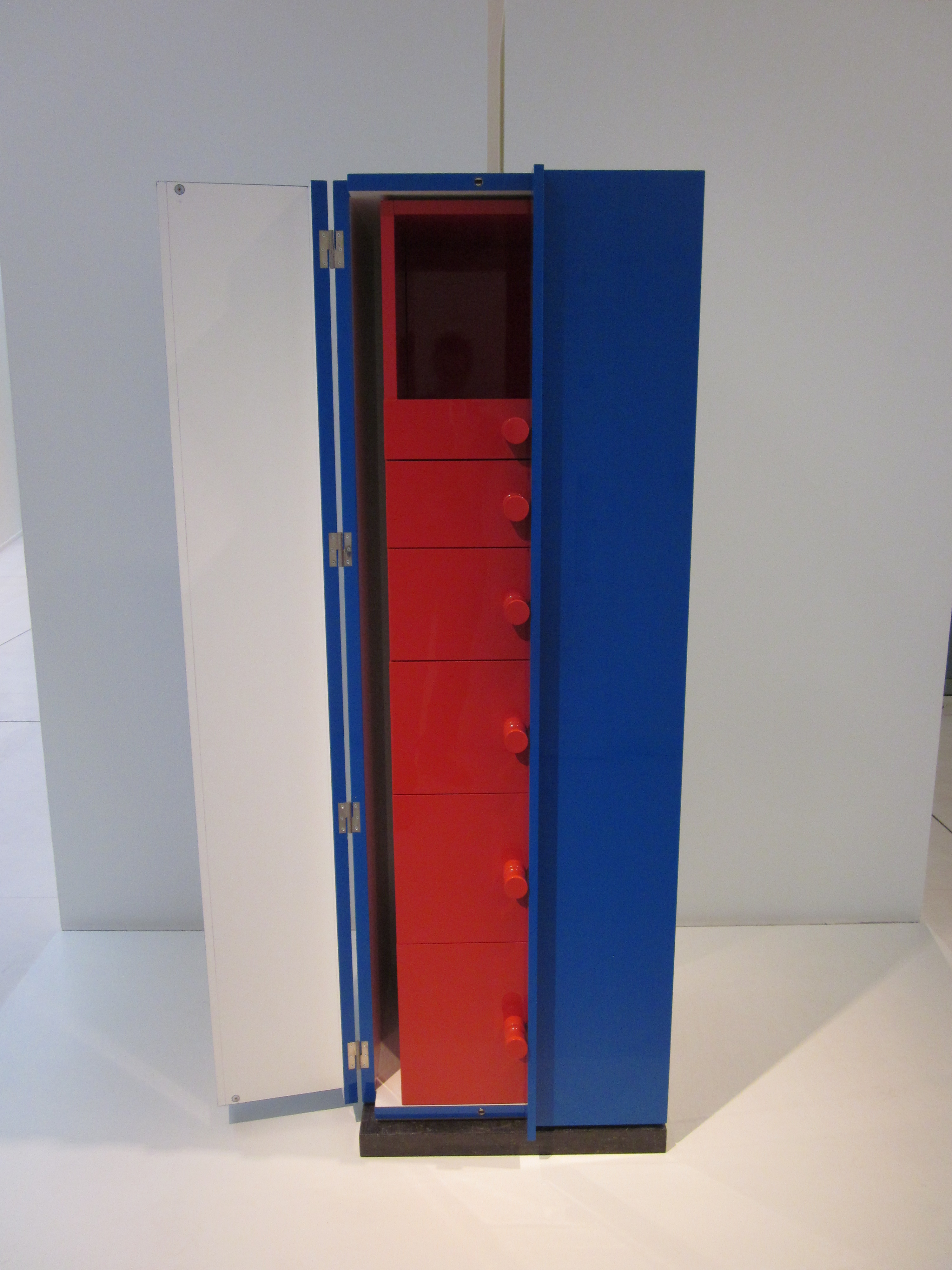
Ladekast 1975
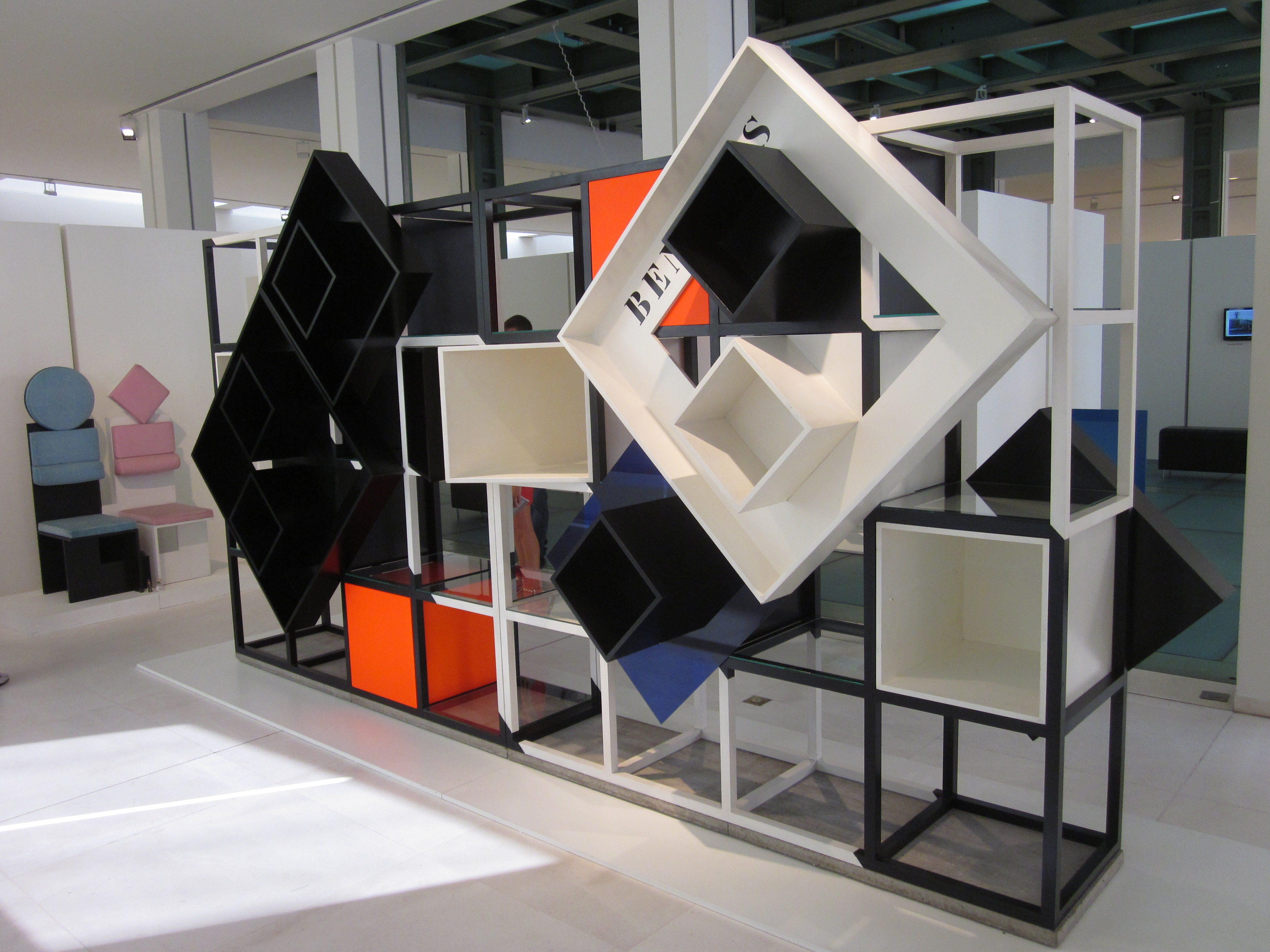
Open scheidingswand Benares 1978
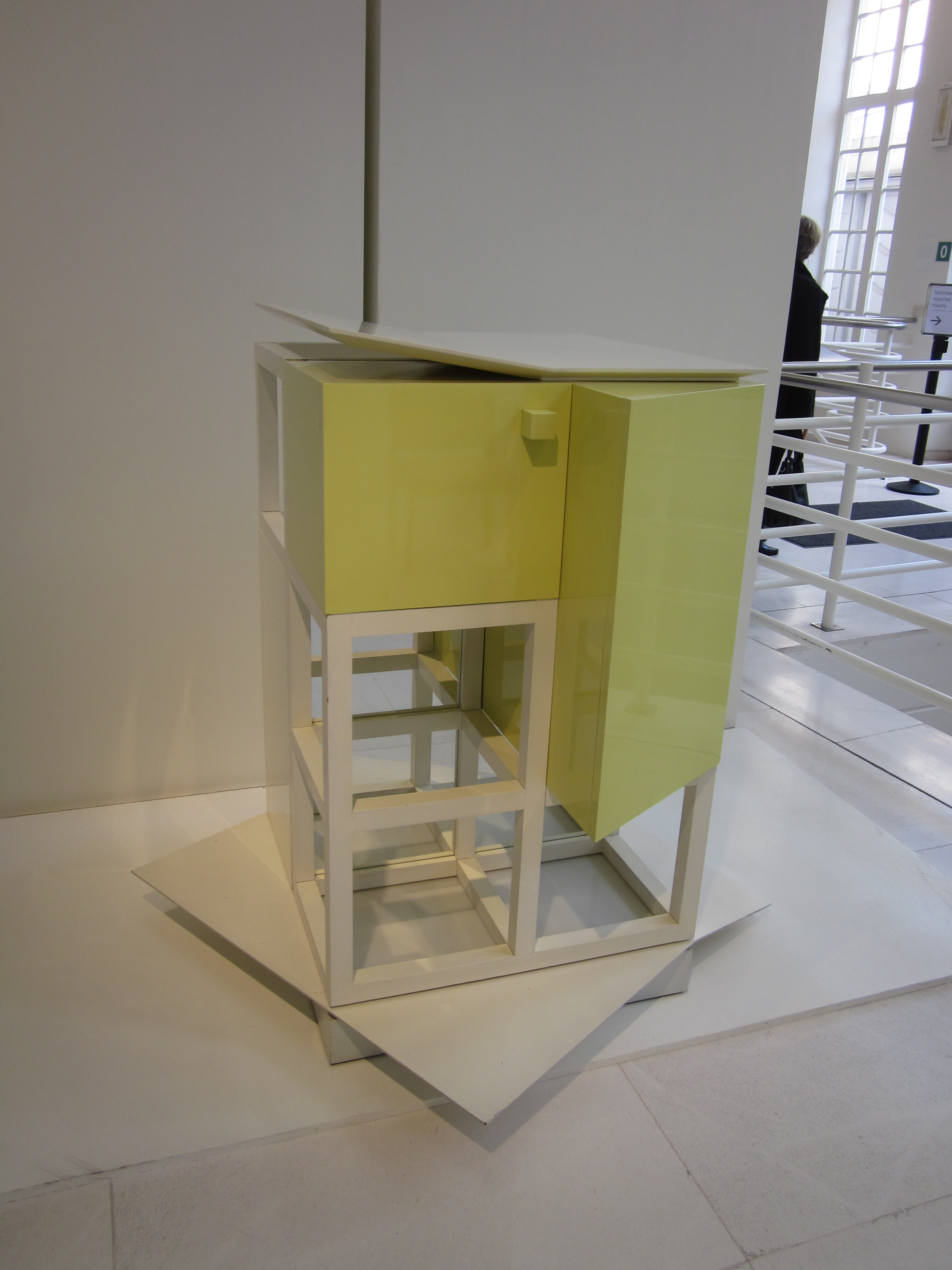
Kast: Huldeblijk aan Giò Ponti 1979
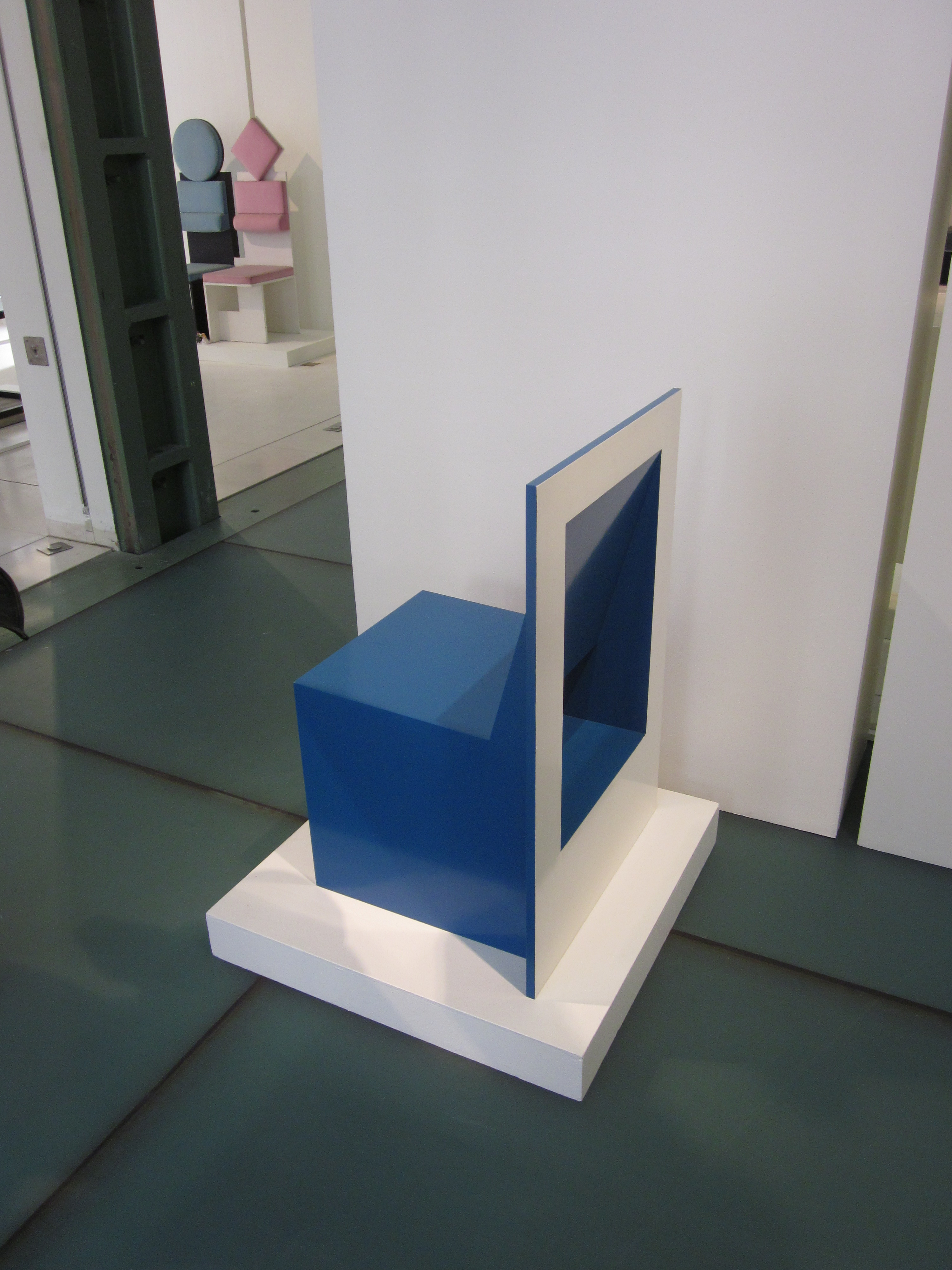
Stoel 1981